# D. W. Griffith Productions
D. W. Griffith Productions est une société de production cinématographique américaine créée en 1918 par D. W. Griffith destinée à produire ses propres films.

## Films produits par D. W. Griffith Productions
- 1918 Cœurs du monde (Hearts of the World)
- 1918 Lillian Gish in a Liberty Loan Appeal
- 1919 A Romance of Happy Valley
- 1919 Dans la tourmente
- 1919 Le Lys brisé (Broken Blossoms)
- 1919 Le Pauvre Amour (True Heart Susie)
- 1919 The Fall of Babylon
- 1919 The Mother and the Law
- 1919 : Le Calvaire d'une mère (Scarlet Days)
- 1920 The Idol Dancer
- 1920 : Amour d'antan (Romance) de Chester Withey
- 1920 La Fleur d'amour The Love Flower
- 1920 À travers l'orage (Way Down East)
- 1921 La Rue des rêves (Dream Street)
- 1921 Les Deux Orphelines (Orphans of the Storm)
- 1922 La Nuit mystérieuse (One Exciting Night)
- 1923 La Rose blanche (The White Rose)
- 1924 Pour l'Indépendance (America)
- 1924 Isn't Life Wonderful
- 1926 The Sorrows of Satan
- 1928 Drums of Love
- 1930 Abraham Lincoln
- 1931 L'Assommoir